# Sewernoje (Nowosibirsk)
Sewernoje (russisch Се́верное) ist ein Dorf (selo) in der Oblast Nowosibirsk in Russland mit 5309 Einwohnern (Stand 14. Oktober 2010).

## Geographie
Der Ort liegt etwa 320 km Luftlinie westnordwestlich des Oblastverwaltungszentrums Nowosibirsk im Westsibirischen Tiefland im nördlichen Teil der Barabasteppe. Er befindet sich am linken Ufer des rechten Om-Nebenflusses Tartas, unweit des südlichen Randes des Sumpfgebietes Wassjuganje.
Sewernoje ist Verwaltungszentrum des Rajons Sewerny sowie Sitz und einzige Ortschaft der Landgemeinde (selskoje posselenije) Sewerny selsowet.

## Geschichte
Das Dorf wurde 1727 vom Kaufmann Jerofei Dorofejew gegründet und nach diesem als Dorofejewo benannt. Später wurde es in Werch-Nasarowo umbenannt („Ober-Nasarowo“, ein Dorf namens Nasarowo, das heutige Ust-Tarka, lag 200 südwestlich, flussabwärts an der Om) und gehörte ab dem 19. Jahrhundert zu einer Wolost mit Sitz im 25 km südöstlich gelegenen Nowotroizk. Am 12. September 1924 wurde die Wolost in einen gleichnamigen Rajon umgewandelt. Am 3. April 1930 wurde der Verwaltungssitz in das zentralere und mittlerweile bedeutendere Werch-Nasarowo verlegt und der Rajon dementsprechend in Werch-Nasarowski rajon umbenannt. Am 7. Juni 1933 erhielten das Dorf und der Rajon ihre heutigen Bezeichnungen, von russisch sewer für „Norden“ in Bezug auf ihre Lage im nördlichen Teil der Barabasteppe und damit des dichter besiedelten Teils der damaligen Region Westsibirien.
In der Stalinära war Sewernoje politischer Verbannungsort, insbesondere für Familienangehörige angeblicher „Volksfeinde“: Dort hielten sich unter anderem der Physiker Juri Rumer, der Sohn des Unternehmers und Mäzens Sawwa Morosow, der Cousin des Politikers Alexander Kerenski und die Schwester des 1938 hingerichteten Politikers Alexei Rykow auf.

### Bevölkerungsentwicklung
| Jahr | Einwohner |
| ---- | --------- |
| 1939 | 2372      |
| 1959 | 4142      |
| 1970 | 4873      |
| 1979 | 5190      |
| 1989 | 5398      |
| 2002 | 5443      |
| 2010 | 5309      |

Anmerkung: Volkszählungsdaten

## Verkehr
Sewernoje ist Endpunkt der Regionalstraße 50K-04, die in der etwa 100 km südlich gelegenen Stadt Kuibyschew beginnt. Dort befindet sich die nächstgelegene Bahnstation (nur Güterverkehr), weitere 10 km südlich in der benachbarten Stadt Barabinsk an der Transsibirischen Eisenbahn der nächste Personenbahnhof, und südlich von Barabinsk folgt der Bahnstrecke die föderale Fernstraße R254 Irtysch von Tscheljabinsk über Omsk nach Nowosibirsk. Von Sewernoje zunächst nach Westen folgt dem linken Ufer des Tartas die 50K-26 ins 125 km entfernte benachbarte Rajonzentrum Wengerowo.
Am südlichen Ortsrand von Sewernoje befindet sich ein kleiner Flughafen (ICAO-Code UNNS), der gegenwärtig (Stand 2014) nicht regelmäßig angeflogen wird.
Ab Sewernoje ist der Tartas für kleinere Fahrzeuge schiffbar.